# الرمادي (فلم)
«ذا غراي» (بالإنجليزية: The Grey)؛ وتعني بالعربية الرمادي، هو فيلم مغامرة وتشويق أمريكي - بريطاني وتم عرضه في 27 يناير 2012. الفيلم من إخراج جو كارنهان وكتابة جو كارنهان وايان ماكنزي جيفرز، وبطولة ليام نيسون، ديرموت مولروني وجو اندرسون. تم تصوير الفيلم في سميذرز وفانكوفر.
صدر في الولايات المتحدة في 27 يناير 2012، وحظي الفيلم بالثناء على مواضيعه الفلسفية والتصوير السينمائي والمؤثرات الصوتية والتمثيل، في حين تم انتقاد بعض الحوار ونهاية الفيلم. حقق الفيلم 81 مليون دولار في جميع أنحاء العالم.

## طاقم التمثيل
تمثيل:
- ليام نيسون (بدور: أوتواي)
- ديرموت مولروني
- جو اندرسون (بدور: فلانيري)
- فرانك جريلو (بدور: جون دياز)
- جاكوب بلير (بدور: كيموسكي)
- دالاس روبرتس (بدور: هندرك)

## القصة
الشخصية المحورية في فيلم «الرمادي» هو «أوتواي» (ليام نيسون)، وهو هدّاف ماهر يعمل لحساب شركة النفط كمتخصص في قتل الذئاب المفترسة لحماية العاملين في التنقيب عن النفط في تلك المواقع النائية.
ويقوم أوتواي في اليوم الأخير من العمل بكتابة رسالة وداع لزوجته التي هجرته ويقرر الانتحار. ولكنه يتوقف عن تنفيذ محاولة الانتحار حين يسمع عواء ذئب. وفي اليوم التالي ينضم إلى أعضاء فريق التنقيب عن النفط الذين يستقلون طائرة صغيرة في طريقهم لقضاء إجازاتهم، إلا أن الطائرة التي تقلع وسط عاصفة ثلجية تسقط وتتحطم ويقتل ويصاب عدد من ركابها، ولا ينجو سوى سبعة من بينهم أوتواي. ويجد الناجون أنفسهم في منطقة نائية وموحشة ومليئة بالذئاب.
يتولى أوتواى قيادة المجموعة ويكلف أفرادها بجمع الحطب لإشعال النار وجمع ما تبقى من مواد غذائية في الطائرة، ويشير عليهم بمغادرة موقع تحطم الطائرة لأنهم محاطون بالذئاب، كما أنهم يدركون صعوبة العثور عليهم من قبل فرق الإنقاذ في منطقة مترامية الأطراف كولاية ألاسكا، خاصة بعد أن تغطي الثلوج بسرعة حطام الطائرة، وهي المعلم الوحيد الذي قد يدل على مكان وجودهم.
قبل أن يغادر الناجون الموقع يقومون بجمع المحافظ من جثث ضحايا تحطم الطائرة بهدف تسليمها لأفراد أسرهم بعد عودتهم سالمين. ويمضي الناجون في رحلتهم الشاقة التي يواجهون خلالها صعوبات متواصلة وسط الثلوج المتراكمة والتضاريس الوعرة وعبور الأنهار المتجمدة وشح الطعام الذي يشمل تناول لحم الذئاب التي يفترسونها والنوم في العراء في منطقة متجمدة، علاوة على مطاردتهم المستمرة من قبل الذئاب المفترسة. كما تتخلل الرحلة تحدي دياز (فرانك جريلو)، أحد أفراد المجموعة، لقيادة أوتواي ولأوامره، ويؤدي ذلك إلى اشتباك بالأيدي بينهما ينتهي بتغلب أوتواي على خصمه.
ومع تواصل الرحلة يقتل أفراد المجموعة الواحد تلو الآخر، بين الوقوع كضحايا لحوادث خطرة أو كفريسة للذئاب، فيما عدا أوتواي، الذي يبقى الناجي الأخير. ويجد نفسه وحيدا في مواصلة الرحلة. ثم يضع المحافظ التي تم جمعها من جثث الضحايا بعد تحطم الطائرة في كومة فوق الثلج ويضيف إليها محفظته. وفجأة يجد نفسه محاصرا من قبل قطيع من الذئاب ويكتشف أنه دخل دون أن يدري إلى عرين الذئاب، حيث يقترب منه زعيم القطيع ويتراجع عنه الذئاب الآخرون. وفي تلك اللحظة يتخيل أوتواي زوجته وهي تحتضر على سرير في أحد المستشفيات، ما يذكّره بمحاولة انتحاره السابقة. ويقرر عندئذ أن يقاوم دفاعا عن حياته. ويقوم بإفراغ الحقيبة المحمولة على ظهره، ومن ضمنها زجاجات صغيرة يربطها برسغه ثم يقوم بكسرها، وينشد بصوت عال قصيدة تعلمها من والده قبل أن ينقض على كبير الذئاب. ونرى في المشهد الختامي لفيلم «الرمادي» رأس أوتواي ممتدا فوق جثة كبير الذئاب.

## تحليل
القصة تدور حول البقاء وكيفية البقاء وسط جو مستحيل مواجهته بل هو المستحيل بعينة، والحبكة الحقيقية تكمن في توقيت موت الافراد في الفيلم.
يبين الفيلم صراع مثير ومشوّق تألق في رسمه المخرج جو كارناهان؛ مقدماً إثارة حقيقية حابسة للأنفاس تُلبي احتياج المشاهد العادي الباحث عن المتعة السريعة التي لا يجدها إلا في الصراع المباشر بين النقيضين، الموت والحياة، والذي يتجلى هنا في أوضح صوره، بين إنسان يائس يريد النجاة بأي طريقة، وبين ذئب متوحش لا يعرف سوى القتل لكي يعيش. ومع تألق المخرج في تقديم وجبة مثيرة، فإنه لا ينسى تضمين فيلمه بمعانٍ فلسفية جليلة، وهنا تكمن قيمته، وجماله، إذ يجعل من حكايته تجريداً لخوف الإنسان من مواجهة أزماته؛ خوفه الذي يكبّله ويجعله أسيراً للوهن والضعف والاكتئاب، فالبطل الذي هرب إلى ألاسكا إنما فعل ذلك من أجل أن ينسى ألماً نفسياً شديداً عاشه مع حبيبته، لكنه اكتشف أنه لم يستطع النسيان، وأن ظلالاً من الكآبة واليأس لا تزال تلاحقه، وبسبب مطاردة الذئاب في تلك الرحلة المثيرة يتضح له أن الهرب ليس هو العلاج، بل المواجهة.. واجه قدرك وألمك، ومشاكلك، كن شجاعاً، واذهب إلى عرش الذئب الكبير مباشرة، لا تكن «رمادياً» متذبذباً.
هكذا تصبح الصراعات الخارجية التي يعيشها أبطال الفيلم ضد الطبيعة والذئاب، مجرد انعكاس للصراع النفسي الذي يجري في داخل البطل الرئيسي، فقد كان هارباً من ألم حبيبته كما يهرب الآن من الذئاب، وإذا ما أراد الحصول على الصفاء الروحي والسلام الداخلي فعليه أن يكون جريئاً وأن يواجه آلامه النفسية بذات الطريقة التي يواجه بها الذئاب. بهذا اليقين الذي يأتي متأخراً يمتلك البطل شجاعته ويندفع نحو معركته الأخيرة غير آبه بالنتيجة
لقد تعود العالم كله على فكرة البقاء في الأفلام، وعن كيفية نضال الافراد في تحدي الطبيعة والظروف... ولكن في هذا الفيلم لا توجد أمال بالمرة والفيلم يروى قصة بدون نهايات سعيدة.
كان من الممكن فبركة احداث بظهور طيارات إستكشافية أو ظهور فرق إنقاذ، أو حتى العثور على كوخ أو مدينة... لكن القصة ترفض الحلول التوقعية

## الإنتاج
تم لم شمل المخرج غراي جو كارنهان مع المنتجين ريدلي سكوت وتوني سكوت (الذي يُنسب إليه العمل كمنتج تنفيذي) بالإضافة إلى الممثل ليام نيسون، الذي تعاون معهم في فيلم عام 2010 فريق النخبة. قيل في البداية أن الشخصية الرئيسية في الفيلم يجب أن تكون شخصية أصغر بكثير من ليام، وتم حينها اختيار برادلي كوبر، الذي عمل أيضًا مع كارناهان بالدور الرئيسي في فريق النخبة، ولكن تم استبداله في النهاية بنيسون.

### التصوير
بدأ التصوير في يناير 2011 وانتهى في مارس. تم تصوير الفيلم على مدى أربعين يومًا. على الرغم من أنه تم تصوير الفيلم في ألاسكا، فقد تم تصوير الفيلم في فانكوفر وسميثرز، في كولومبيا البريطانية،  مع العديد من المشاهد التي تم تصويرها في مطار سميثرز الإقليمي. وفقًا لمجلة إمباير، في مشهد الذروة، حيث أقلت شخصية نيسون خطابًا إلى زوجته في الفيلم، حث كارناهان نيسون على «توجيه حزنه» على وفاة زوجته الحقيقية ناتاشا ريتشاردسون. كشف كارناهان، في جلسة أسئلة وأجوبة بعد عرض مبكر في مسرح آيرو في سانتا مونيكا، أنه قد صور نهاية بديلة (لم يكن ينوي استخدامها أبدًا) تظهر نيسون وهو يقاتل ذئبًا. كان من المفترض أن يتم تضمينها في عمليات القص المحذوفة؛ ومع ذلك، لم يتم تضمين أي إضافات في نسخة البلو راي.

## الإصدار
أقيم العرض العالمي الأول لفيلم ذا غراي في 11 يناير 2012، في مسرح Regal Cinemas في لوس أنجلوس. تم إصدار الفيلم في جميع أنحاء البلاد في 27 يناير 2012.

### التسويق
استهدف الترويج لفيلم ذا غراي جزئيًا الجماعات المسيحية من خلال إصدار مصطلح «رفيق الفيلم»، والذي سلط الضوء على القيمة الروحية للفيلم. كما دخل التسويق في شراكة مع ذا ويثر نيتوورك لتسليط الضوء على ظروف التصوير الخطرة. أدرجت أفلام أوبن رود التعليقات التي غردها نقاد الفيلم للترويج للفيلم في المقطع الدعائي الثالث للفيلم. كانت هذه هي المرة الأولى التي يتم فيها استخدام التغريدات من تويتر لنقاد محترفين.

## الموسيقى التصويرية
تم إصدار موسيقى ذا غراي على قرص مضغوط في 14 فبراير 2012، وتم إصدار نسخة رقمية متاحة للتنزيل في 24 يناير 2012.
| #   | عنوان                 | المدة |
| --- | --------------------- | ----- |
| 1.  | "Writing the Letter"  | 2:00  |
| 2.  | "Suicide"             | 1:44  |
| 3.  | "You Are Gonna Die"   | 3:14  |
| 4.  | "Walking"             | 1:45  |
| 5.  | "Eyes Glowing"        | 1:25  |
| 6.  | "The Morning After"   | 2:57  |
| 7.  | "Collecting Wallets"  | 1:53  |
| 8.  | "Wife Memory"         | 1:09  |
| 9.  | "Life and Death"      | 2:52  |
| 10. | "Lagging Behind"      | 1:53  |
| 11. | "Running From Wolves" | 1:46  |
| 12. | "Daughter Appears"    | 2:13  |
| 13. | "Last Walk"           | 2:34  |
| 14. | "Memorial"            | 3:41  |
| 15. | "Alpha"               | 2:16  |
| 16. | "Into the Fray"       | 1:49  |

## الاستقبال

### شباك التذاكر
افتتح «الرمادي» في أمريكا الشمالية في 27 يناير 2012 في 3185 مسارح، ووصل إلى قمة قائمة الأفلام التي حققت أعلى الإيرادات في دور السينما الأميركية في أسبوعه الافتتاحي؛ إذ حقق 19.7 مليون دولار في عطلة نهاية الأسبوع الافتتاحي، بمتوسط 6174 دولارًا لكل مسرح. وحقق الفيلم في النهاية 51.6 مليون دولار محليًا، و29.7 مليون دولار دوليًا، بإجمالي 81.2 مليون دولار، مقابل ميزانية إنتاج بلغت 25 مليون دولار.

### ردود الفعل
على روتن توميتوز، حصل الفيلم على نسبة موافقة بلغت 79٪ بناءً على 207 مراجعة، بمتوسط تقييم 6.9 / 10. يقول الإجماع النقدي للموقع أن «الفيلم هي قصة مثيرة للبقاء، مليئة بشخصيات مجسدة وأجندة فلسفية مفاجئة.» في ميتاكريتيك، حصل الفيلم على متوسط قدره 64 من 100، استنادًا إلى 35 منتقدًا، مشيرين إلى «المراجعات الإيجابية بشكل عام». أعطت الجماهير التي استطلعت آراءها سينماسكور الفيلم متوسط درجة "B-" على مقياس A + إلى F.
أعطى روجر إيبرت الفيلم 3 نجوم ونصف من أصل 4، وكتب أن قسوة ذا غراي التي لا هوادة فيها أثرت عليه لدرجة أنه غادر عرض الفيلم التالي للرمادي في نفس اليوم؛ إذ قال:
دخل الفيلم في قائمة سكوت لأفضل عشرة أفلام لذلك العام،  وأدرجته الناقدة السينمائية دانا ستيفنز في المركز الثاني لأفضل فيلم في العام. كما احتل ذا غراي في قائمة الناقد السينمائي ريتشارد روبر لأفضل 10 أفلام لعام 2012، ووضعه في المرتبة الثالثة.
تميل مراجعات المعارضين إلى التركيز على النهاية المفاجئة للفيلم وإدراك النغمات العاطفية والفلسفية على أنها غير ضرورية. أعطى سيوبان سينوت من ذا سكوتس مان الفيلم نجمتين، وعلق قائلاً «على الجانب السلبي، هناك الكثير من الفلسفات الباهتة حول قسوة الطبيعة والرب. من الجانب الآخر، يمكنك رؤية رجل يلكم ذئبًا في وجهه.» وصف بعض المراجعين والمحللين الفيلم بأنه يحمل فكرة ملحدة، بسبب شخصية جون أوتواي (ليام نيسون) في الفيلم؛ حيث طالب المساعدة الإلهية ولكن لم يحصل على أي مساعدة.

### الجوائز
تم ترشيح الفيلم في عام 2012 لجائزة في فئتي Scat التابعة لإنترناشيونال وولف سينتر،  ومُنح التميز في عام 2013.

### جدل
معظم النقاد استقبلوا فيلم «الرمادي» بحماس كبير، إلا أن قلة منهم انتقدوا النهاية المفاجئة للفيلم، ومنهم من اعترضوا على التأكيد على الجانب العاطفي والفلسفي للقصة، معتبرين ذلك شيئا غير ضروري. كما أن بعض المنظمات المدافعة عن حماية البيئة والرفق بالحيوان اعترضت على تصوير الذئاب بشكل سلبي. وشنت بعض هذه المنظمات حملات لمقاطعة مشاهدة الفيلم. في 19 يناير 2012، عرضت ذا بروفينس في كولومبيا البريطانية مقالًا عن طاقم الفيلم يشترون أربع جثث ذئاب من صياد محلي، واثنتان لدعائم للفيلم واثنان من الذئاب لتناول الطعام. أثار هذا غضب دعاة حماية البيئة ونشطاء الحيوانات، الذين كانوا بالفعل غاضبين من أن الفيلم يصور الذئاب بضوء سلبي، وبالتحديد في الوقت الذي تم فيه إزالة الذئاب الرمادية مؤخرًا من قانون الأنواع المهددة بالانقراض في العديد من الولايات الأمريكية الغربية. ردًا على تصوير الذئاب في الفيلم، بدأت المجموعات بما في ذلك بيتا ووايلد إيرث غارديانز حملة لمقاطعة الفيلم. ردت شركة اوبن رود بوضع وقائع عن الذئب الرمادي على الموقع الرسمي للفيلم، بالتعاون مع Sierra Club. رد كارناهان بالتقليل من أهمية الذئاب العنيفة التي تم تصويرها في الفيلم، وبدلاً من ذلك سلط الضوء على أهمية الصراع الداخلي للإنسان من أجل البقاء.

## وصلات خارجية
- مقالات تستعمل روابط فنية بلا صلة مع ويكي بيانات
- الرمادي الموقع الرسمي.
- الرمادي في قاعدة بيانات السينما العالمية.
- الرمادي في موقع الطماطم الفاسدة.
- الرمادي في موقع ميتاكريتيك.